# Liste des chauves-souris de Bretagne
La liste ci-dessous recense les chauves-souris observées en Bretagne.
Le territoire considéré correspond aux départements de la Bretagne historique, soit les Côtes-d'Armor, le Finistère, l’Ille-et-Vilaine, la Loire-Atlantique et le Morbihan.

## Liste par famille
- Famille des Rhinolophidés - Rhinolophidae
  - Le Grand Rhinolophe  Rhinolophus ferrumequinum (Schreber, 1774), présent dans chaque département
  - Le Petit Rhinolophe  Rhinolophus hipposideros (Bechstein, 1800), surtout présent en Côtes d'Armor, Ille-et-Vilaine et Morbihan

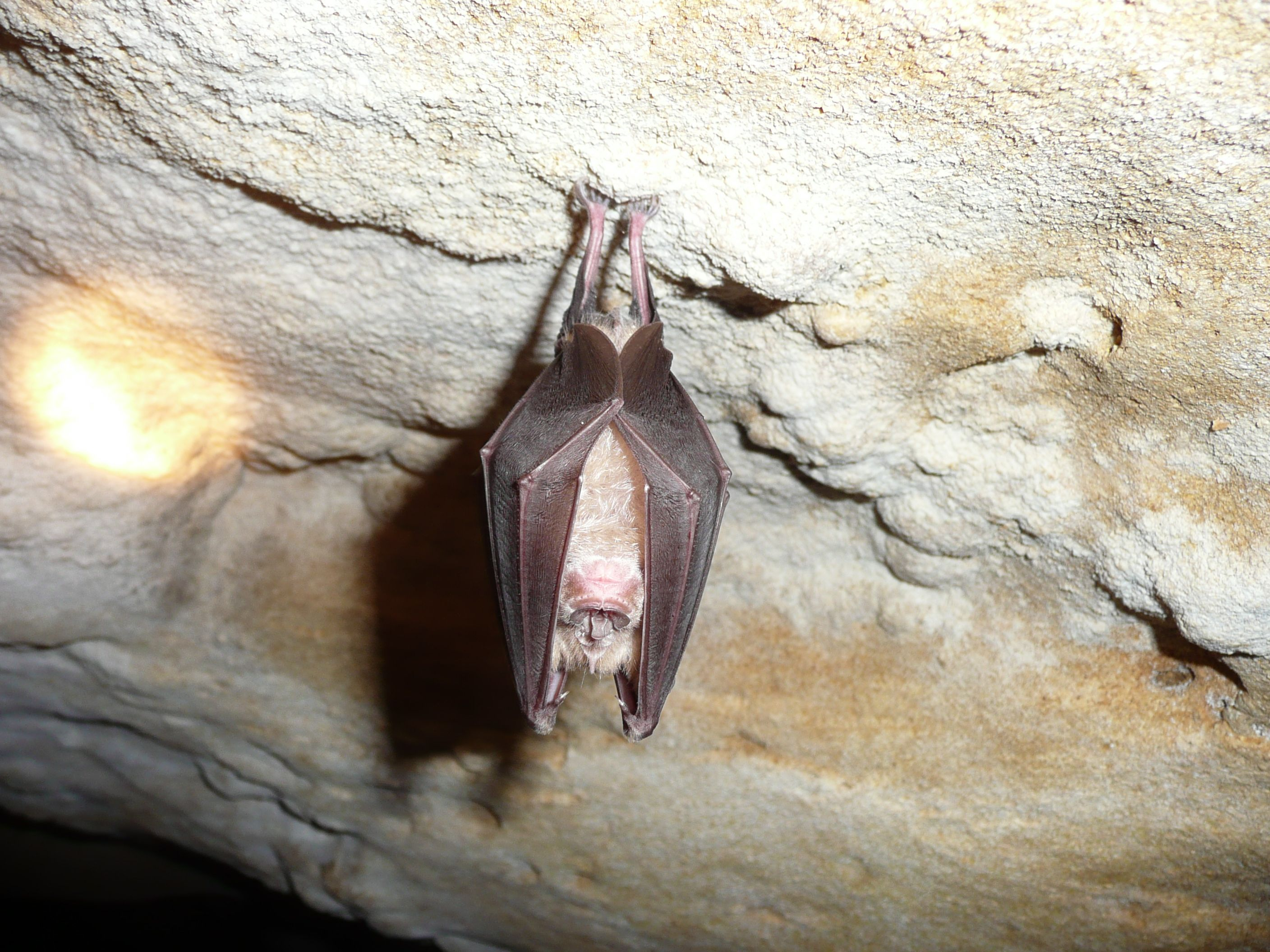
Grand rhinolophe
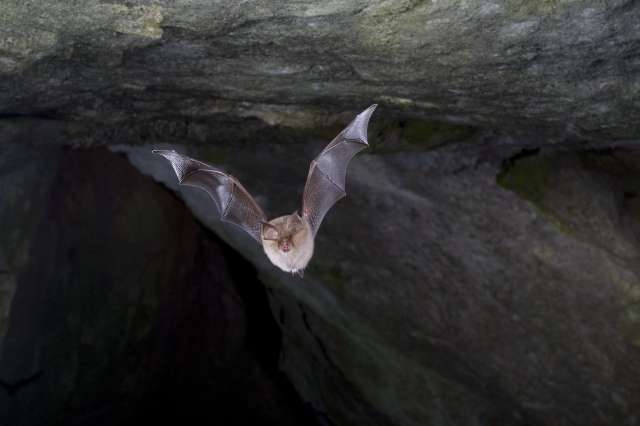
Petit rhinolophe

- Famille des Vespertilionidés - Vespertilionidae
  - Le Grand Murin Myotis myotis (Borkhausen, 1797), présent dans chaque département
  - Le Murin de Daubenton Myotis daubentonii (Kuhl, 1817), présent dans chaque département
  - Le Murin à moustaches Myotis mystacinus (Kuhl, 1817), présent dans chaque département
  - Le Murin d'Alcathoe Myotis alcathoe (Helversen & Heller, 2001), capturé pour la première fois en 2003 dans le Morbihan
  - Le Murin à oreilles échancrées Myotis emarginatus (Geoffroy, 1806), présent dans chaque département
  - Le Murin de Natterer Myotis nattereri (Kuhl, 1817), présent dans chaque département
  - Le Murin de Bechstein Myotis bechsteinii (Kuhl, 1817), présent dans chaque département
  - La Noctule commune Nyctalus noctula (Schreber, 1774), présente en Ille-et-Vilaine, Loire-Atlantique et Morbihan
  - La Noctule de Leisler Nyctalus leisleri (Kuhl, 1817), rares observations
  - La Noctule géante Nyctalus lasiopterus (Schreber, 1780), une observation d'un cadavre en 1987 au  Faouët
  - La Sérotine commune Eptesicus serotinus (Schreber, 1774), présente dans chaque département
  - La Pipistrelle commune Pipistrellus pipistrellus (Schreber, 1774), présente dans chaque département
  - La Pipistrelle pygmée Pipistrellus pygmaeus (Leach, 1825), contactée une fois en 2005 à Louargat
  - La Pipistrelle de Kuhl Pipistrellus kuhlii (Kuhl, 1817), présente dans chaque département
  - La Pipistrelle de Nathusius Pipistrellus nathusii (Keyserling & Blasius, 1839), vraie migratrice avec des individus bagués qui venaient de Lituanie et Lettonie
  - La Barbastelle d'Europe Barbastella barbastellus (Schreber, 1774), présente dans chaque département
  - L'Oreillard roux Plecotus auritus (Linnaeus, 1758), présent dans chaque département
  - L'Oreillards gris Plecotus austriacus (Fischer, 1829), présent dans chaque département
  - Le Minioptère de Schreibers Miniopterus schreibersii (Kuhl, 1817), observé en 2001 à Dinan

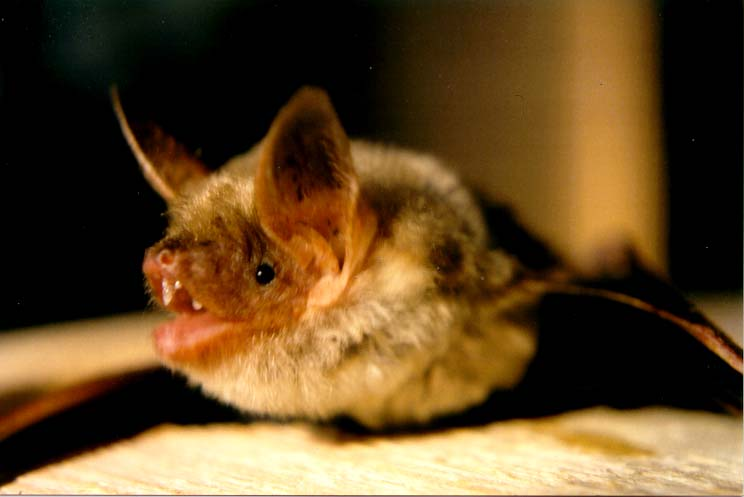
Grand murin
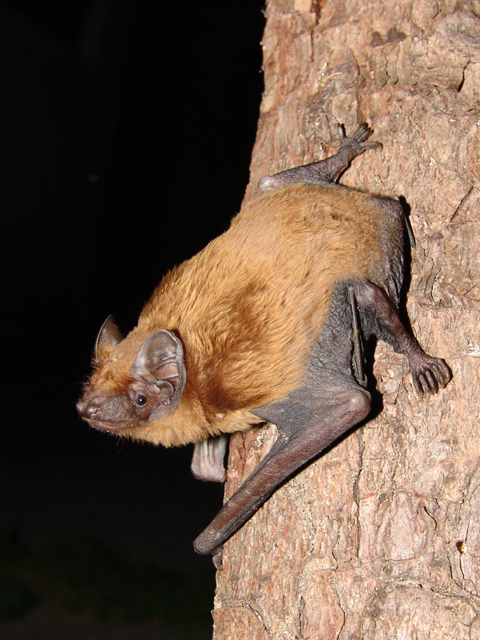
Noctule commune
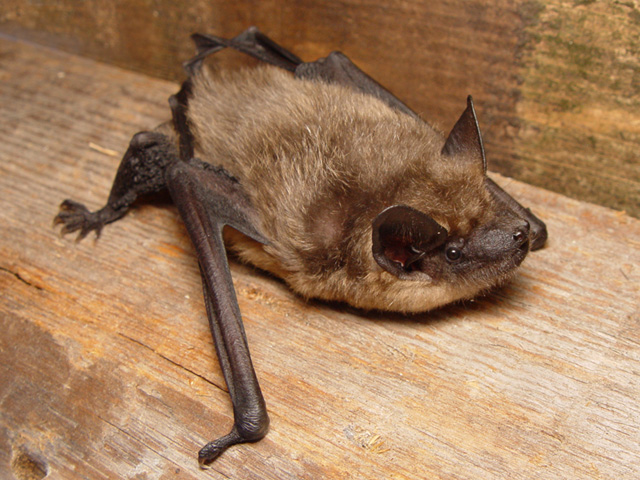
Sérotine commune
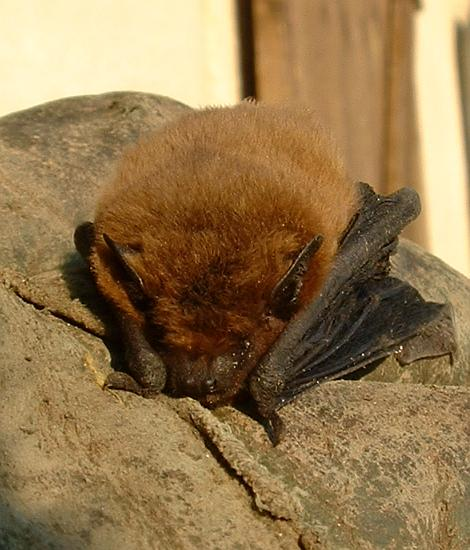
Pipistrelle commune
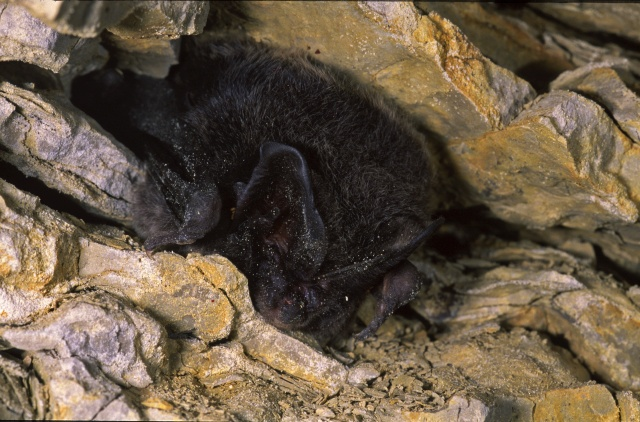
Barbastelle d'Europe
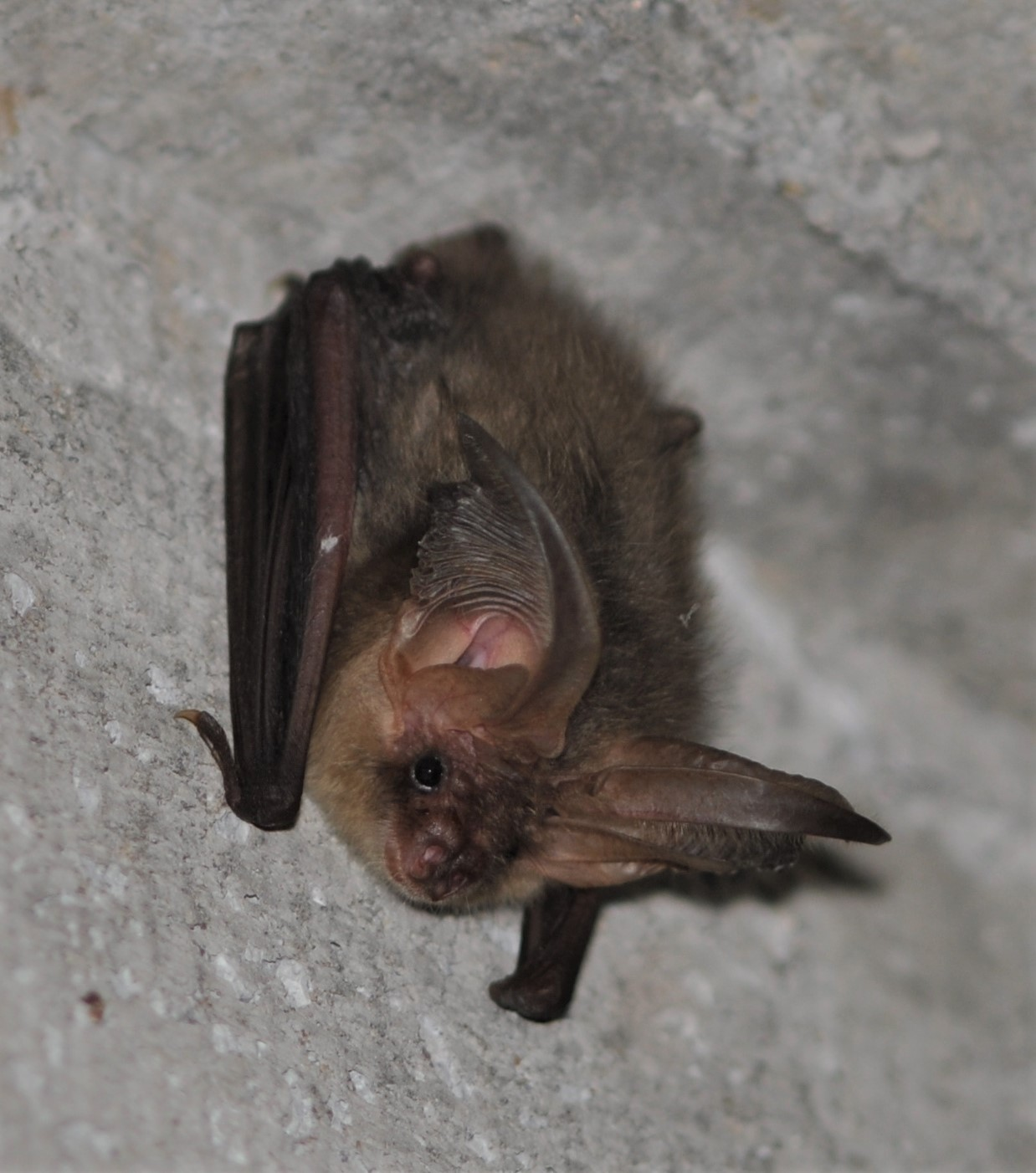
Oreillard roux

## Sources